# Allium kurssanovii
Allium kurssanovii là một loài thực vật có hoa trong họ Amaryllidaceae. Loài này được Popov mô tả khoa học đầu tiên năm 1938.